# 南山街道 (大连市)
南山街道，是中华人民共和国辽宁省大連市普兰店区下辖的一个乡镇级行政单位。

## 行政区划
南山街道下辖以下地区：
李店社区、长店堡社区和海湾社区。